# Český svaz orientačních sportů
Český svaz orientačních sportů (zkratka ČSOS) je svazem, zastřešujícím pěší orientační běh (OB), lyžařský orientační běh (LOB), MTBO a Trail orienteering. Vznikl 1. ledna 2010 přejmenováním Českého svazu orientačního běhu (zkratka ČSOB). Svaz je členem České unie sportu (ČUS) a Mezinárodní federace orientačního běhu (International Orienteering Federation - IOF).
ČSOS sdružuje více než 200 klubů s cca 12000 členy. Počet registrovaných závodníků byl roce 2018 v OB 11443 (6245 mužů a 5198 žen), v LOB přes 624 (368 mužů a 256 žen) a v MTBO cca 783 (496 mužů a 287 žen).

## Předsedové ČSOS (ČSOB)
- Petr Klimpl (2002–2004)
- Radan Kamenický (2005–2024)
- Jan Picek (od 2025)

## Hlavní úkoly svazu
Hlavním posláním Českého svazu orientačních sportů je péče o všestranný rozvoj všech orientačního sportů v České republice. ČSOS plní zejména tyto hlavní úkoly:
- Organizuje a řídí soutěže v orientačním běhu (OB), lyžařském orientačním běhu (LOB), orientačních závodech na horském kole (MTBO) a Trail orienteering(Trail-O).
- Jmenuje a zabezpečuje reprezentaci ČR ve všech věkových kategoriích, zajišťuje účast na mistrovstvích světa a dalších mezinárodních závodech.
- Pečuje o výchovu mládeže, včetně přípravy nejtalentovanějších jedinců k dosažení nejvyšší sportovní výkonnosti.
- Vydává pravidla OB, LOB a MTBO platná v ČR.
- Podporuje sport pro všechny pořádáním jednoduchých orientačních závodů pro nové zájemce i pro ty, kteří sportují jen příležitostně.
- Vypracovává a popularizuje metodiku OB, LOB a MTBO ve vrcholových a výkonnostních formách a formách sportu pro všechny.
- Připravuje rozhodčí, trenéry a kartografy orientačního běhu a dalších orientačních sportů.
- Vyvíjí geodetickou a kartografickou činnost pro potřeby orientačního běhu a dalších orientačních sportů.

## Soutěže
Soutěžní komise jednotlivých sekcí ČSOS na základě výběrového řízení na pořadatele závodů přiděluje pořádání jednotlivých závodů Mistrovství České republiky v orientačním běhu, Mistrovství České republiky v lyžařském orientačním běhu a Mistrovství České republiky v orientačních závodech na horských kolech (MTBO).
ČSOS také každoročně vyhlašuje anketu o Nejlepší orientační sportovce roku a oceňuje osobnosti za významný přínos českému nebo československému orientačnímu sportu jmenováním do Síně slávy orientačního sportu.